# Referèndum d'independència del Panjab
El referèndum d'independència del Panjab que vol portar a la creació d'un nou estat, el Khalistan (en panjabi: ਖ਼ਾਲਿਸਤਾਨ), a la regió del Panjab, actualment sota administració índia, és una iniciativa, il·legal a l'Índia, que es va dur a terme a partir del 31 d'octubre del 2021 a diverses ciutats amb gran presència de comunitat sikh. La data triada correspon a l'aniversari de la massacre antisikh de 1984 a Delhi que van tenir lloc després de l'assassinat d'Indira Gandhi. El referèndum que es preveia inicialment per al 2020 va ser endarrerit fins a l'agost de l'any següent i, posteriorment, conegué un altre canvi per a la data actual.
El principal impulsor de la iniciativa és l'entitat Sikhs for Justice, amb seu a Nova York, fundada el 2007 i dirigida per l'advocat Gurpatwant Singh Pannun. Per mor de legitimar el referèndum, aquest es va realitzar sota la supervisió de la Comissió del Referèndum del Panjab (en anglès: Punjab Referendum Comission), presidida per un estrateg estatunidenc, M. Dane Waters, i formada per un grup d’experts en democràcia directa.